# Saint-Fargeau (metropolitana di Parigi)
Saint-Fargeau è una stazione della linea 3 bis della metropolitana di Parigi.
È intitolata allo statista parigino Louis-Michel le Peletier de Saint-Fargeau.
Nel 2011 sono stati registrati 979912 ingressi. Nel 2013 sono stati registrati 884413 ingressi.